# Trey Cunningham
Trey Cunningham (26 agosto 1998) è un ostacolista statunitense, vicecampione mondiale nei 110 metri ostacoli a Oregon 2022, vincendo la medaglia d'argento con un tempo di 13"08.
Ha fatto coming out nel 2024.

## Palmarès
| Anno | Manifestazione  | Sede    | Evento   | Risultato | Prestazione | Note |
| ---- | --------------- | ------- | -------- | --------- | ----------- | ---- |
| 2022 | Mondiali        | Eugene  | 110 m hs | Argento   | 13"08       |      |
| 2024 | Mondiali indoor | Glasgow | 60 m hs  | 6°        | 7"53        |      |